# Eng Hian
Eng Hian (n. 17 mai 1977, Surakarta, Jawa Tengah, Indonezia) este un jucător de badminton ce a reprezentat Indonezia, medaliat olimpic. A participat la 2 ediții ale Jocurilor Olimpice (2000, 2004) în care a câștigat 1 medalie de bronz.